# 古賀祐三
古賀祐三（こがゆうぞう、1970年 - ）は日本のエンジニア、クリエイターである。有限会社遊造代表。

## 人物
オーロラ中継プロジェクト「Live!オーロラ」の主宰を務めており、プロジェクトの遂行、中継システムの開発、Webサイトの開発、イベントプロデュース等全てを行う。またLive!オーロラのシステムである、高解像度動画中継システムや静止画中継システム、データベース、配信システム等も全て開発した。
技術と演出を活かしたオーロラ・自然科学のコンテンツ化の第一人者で、早くからサイエンスコミュニケーション活動を行っており、民間による同活動のパイオニア的な存在でもある。

## 来歴
- 1970年 - 愛知県に生まれる。
- 1990年 - 日本大学理工学部機械工学科入学。
- 1992年 - 3月にアラスカでオーロラブレイクアップと遭遇。一瞬でオーロラの虜になる。
- 1996年 - 同大学大学院・理工学研究科博士前記課程修了（学位：修士）。
- 1996年 - 東芝情報システム株式会社入社。
- 1999年 - 同社退社、フリーランス「遊造」として独立。
- 2004年 - 有限会社遊造設立。
- 2005年 - 北海道大学科学技術コミュニケーター養成ユニットの講師となる。
- 2006年
  - オーロラ中継プロジェクト「Live!オーロラ」始動。米国・アラスカより動画、静止画双方のライブ中継を開始する。
  - 11月18日、フルカラー動画中継によるオーロラ中継イベントを、東京・三鷹にて開催。
- 2007年
  - 1月、名古屋市科学館にて、世界初であるプラネタリウムでのオーロラ動画ライブ中継を実現。
  - 2月、世界初の携帯電話によるオーロラのライブ中継を配信開始（au公式サイト）。
  - 10月、オリオン座流星群とオーロラの共演をフルカラー動画中継にて撮影成功。
  - 12月、東京・三鷹にてふたご座流星群に合わせたオーロラ生中継イベントを開催。イベント準備期間中にオーロラとふたご座流星群の共演を生中継でとらえ、12月9日の毎日新聞朝刊一面に取材記事と写真が掲載される。
- 2008年
  - 日本科学技術ジャーナリスト会議より「科学ジャーナリスト賞2008」を受賞（最年少受賞）。
  - 7月・10月にコロムビアミュージックエンタテインメントよりLive!オーロラベスト版DVDが発売される。
  - 10月、NHK「こんにちはいっと６けん」コーナー“東京いま人”出演時に三鷹オフィスとNHKをIP伝送で接続し、アラスカからの映像を地上波TVで生中継を行った。
  - 12月、東京夢の島マリーナにて招待イベント“Live!オーロラ in 夢の島マリーナ”開催。
- 2009年
  - 1月、世界天文年2009最初の流星群“しぶんぎ座流星群”とオーロラの共演の生中継に成功。また2008年に続き、東京・新宿、コニカミノルタプラザにて開催された宇宙から見たオーロラ展に出展。
  - 3月、大阪・北ヤード　ナレッジキャピタルトライアル2009に出展（ドームスクリーン型オーロラ投影機の開発・出展）。
  - 8月、アーティストLOVEのイベント「LOVE・YA・DAY」ゲスト出演。また、東京国際科学フェスティバル「オーロラコンサート」出演・協賛（共演にアクアマリン）。
  - 12月、ふたご座流星群とオーロラの共演中継に再度成功。毎日新聞、Yahoo!ニュースTopに掲載。また、世界初のオーロラ生中継iPhoneアプリ「Live!オーロラ for iPhone」リリース。
- 2010年
  - 1月、東京・新宿コニカミノルタプラザにて「宇宙から見たオーロラ展2010」に再出展。1ヶ月間で数万人の客動員の原動力となる。
  - 3月、多摩六都科学館にて、全天周オーロラ中継イベント「Live!オーロラ for DOME TAMAROKUTO」開催。直径27.5mプラネタリウムドームへ全天周オーロラの生中継に成功。
- 2015年 - 12月、横浜・みなとみらい地区の商業施設「MARK IS みなとみらい」5階特設会場にてオーロラ中継イベント「Live!オーロラ〜アラスカ原野行〜」開催（Orbi Yokohama とのコラボレーションイベント）。

## 受賞歴
- 2005年 - 愛・地球博関連事業AiAホームページコンテスト優秀賞
- 2008年 - 科学ジャーナリスト賞2008
- 2011年 - 文部科学大臣表彰・科学技術賞（理解増進部門）

## スクープ・世界初
- 2006年12月15日 - 「 大規模な太陽活動に伴なうオーロラ発生について」（X9.0規模の大規模太陽フレアの影響をいち早くスクープ。Yahoo!ニュースにTop掲載）
- 2007年
  - 1月 - 名古屋市科学館と共同で「世界初のプラネタリウムへのオーロラ動画中継」
  - 2月 - 世界初の携帯サイトオーロラ中継を実施
  - 10月23日 - 「大火球とオーロラの競演　動画中継に成功!（オリオン座流星群）」（オーロラを横切る流星群をフルカラー動画による生中継に成功。天文ニュース等）
- 2008年12月4日 - 「ふたご座流星群とオーロラの競演をキャッチ」（毎日新聞の朝刊一面を飾る。その他、TV出演等）
- 2009年
  - 1月3日 - 「しぶんぎ座流星群とオーロラ爆発　生中継成功」（世界天文年2009のこの年、世界に先駆けて最初の天文ニュースとしてスクープに成功。毎日新聞、Yahoo!ニュースTop掲載等）
  - 12月15日 - 「ふたご座流星群とオーロラの競演中継」（毎日新聞夕刊、Yahoo!ニュースTop掲載）

## 作品

### DVD
- Live!オーロラ オーロラ中継ベストセレクション2007（コロムビアミュージックエンタテインメント）
- Live!オーロラ FirstBreakUp オーロラ中継ベストセレクション2006（コロムビアミュージックエンタテインメント）

### Web
- Live!オーロラ（遊造） http://aulive.net/
- オーロラのしくみ（遊造） http://ausky.jp/aurora/
- SWC宇宙天気情報センター（NICT） http://swc.nict.go.jp/

## 出演

### テレビ
- おもいっきりイイテレビ（2007年12月13日放送）
- めざましテレビ（2007年12月24日放送）
- こんにちはいっと6けん「東京いま人」（2008年10月10日放送）
- NNN Newsリアルタイム (2010年01月25日放送）
- ワールドビジネスサテライト/トレンドたまご「部屋の中でオーロラ生中継」 (2010年04月05日放送）

### ラジオ
- RADIODOCK（FMヨコハマ）（2008年8月13日放送）
- モーニングジャック（ZIP-FM）（2008年10月30日放送）
- THE FLINTSTONE（ベイエフエム）（2008年11月2日放送）
- 大村正樹のサイエンスキッズ（文化放送）（2008年11月29日、12月6日放送）

### 新聞（特集取材記事)
- 読売新聞「顔」（2008年6月26日朝刊）
- 朝日新聞「ひと」（2008年9月19日朝刊）
- 毎日新聞「理系白書　かけ橋として」（2008年10月5日朝刊）

### Webテレビ
- 子ども放送局「夢スタジオ」「感動を伝えたい!24時間オーロラ生中継　古賀祐三さん」